# توني لي
توني لي (بالإنجليزية: Tony Lee)‏ (26 نوفمبر 1947 بميدلزبرة في المملكة المتحدة - ) هو مدرب كرة قدم ولاعب كرة قدم بريطاني في مركز الهجوم. لعب مع برادفورد سيتي وليستر سيتي ونادي هارتلبول يونايتد وغولتاون ‏ ونادي ساوث شيلدز ‏ وStockton F.C. ‏ ودارلينجتون إف سى.

## وصلات خارجية
- توني لي على موقع قاعدة بيانات كرة القدم.إي يو (الإنجليزية)
- توني لي على موقع قاعدة بيانات كرة القدم.إي يو (الإنجليزية)